# Max Römer
Max Wilhelm Römer (Hamburgo, Império Alemão, 22 de novembro de 1878 — Funchal, Portugal, 18 de agosto de 1960) foi um pintor de origem alemã que viveu na ilha da Madeira durante 38 anos, de 1922 a 1960.

## Biografia
Nasceu na cidade marítima germânica de Hamburgo, filho de Carl Heinrich Wilhelm Römer e de Maria ou Marie Sophia Catharina Römer. Foi baptizado na Igreja Luterana de São Pedro, em Hamburgo, em 25 de dezembro de 1879. Conheceu Louise Kätchen Parizot, de origem Javaneza, na empresa "Ledertechnik Holbe", para a qual desenhava. Casou com esta em 24 de maio de 1902, e deste casamento nasceram os filhos: Max Römer (Hamburgo, 20 de abril de 1902 — 1960); um irmão gémeo (falecido com 8 dias de idade); Anita Kätchen ou Anita Louise Römer (Hamburgo, 6 de dezembro de 1904 — Funchal, São Martinho, 30 de outubro de 1934), solteira, pintora e doméstica; Rolf Reinhold Römer (nascido em Hamburgo em 30 de outubro de 1909), e Valeska (Valli) Melati Römer (Hamburgo, 8 de janeiro de 1911 — 25 de agosto de 1988).
Max Römer cumpriu o serviço militar entre 1915 e 1918, na infantaria alemã, na Primeira Guerra Mundial, onde esteve nas frentes de batalha da Champagne e do Somme (França), na Roménia e na Grécia. Foi promovido a cabo. Terminada a guerra, e por influência de um amigo dinamarquês que lhe conta maravilhas da beleza da ilha da Madeira, decide embarcar no vapor "Curvello" da Lloyd's Brasileira e rumar a esta ilha na companhia da esposa e dos filhos Rolf, Anita e Valeska.
É na Madeira que inicia incessante obra, passando para o papel a paisagem, os costumes e os trajes desta terra, durante 38 anos. Trabalhos seus estão publicados na revista Illustrirte Zeitung, de 25 de março de 1925, com um número especial dedicado à Madeira e à obra deste Hamburguês, com texto de Emil Franz Gesche, na altura cônsul alemão no Funchal. Os Römer moraram em vários sítios do Funchal: São Roque, Estrada Monumental, Nazaré, na rua 5 de Junho, n.º 8 e, por fim, até à sua morte, na rua Major Reis Gomes, n.º 8.
Os seus trabalhos são uma miscelânea de temas, que vão desde o Palácio de São Lourenço, São Vicente, Porto Santo, Madeira Wine, na Madeira, e, na Alemanha, o Hall do Dresdner Bank, em Berlim, os Paços do Concelho, em Hamburgo e Bremen, e trabalhos para os paquetes "Großer Kurfürst", "Fürst Blücher" e "Imperator". Trabalhava com diversos materiais, fossem óleos, desenhos a carvão ou guaches, mas foram as suas aguarelas que lhe deram o prestígio que ainda nos nossos dias possui. Vendia as suas obras a coleccionadores particulares de Portugal e de Inglaterra, assim como a hotéis. Fazia trabalhos publicitários para firmas e cinemas funchalenses, cartazes turísticos, postais, cartões de boas festas etc. Para além da pintura, tinha como passatempos favoritos ler, nadar e andar a cavalo.
Veio a falecer aos 81 anos. Na altura, a esposa, que veio a falecer com quase cem anos, e a filha Valeska viviam no Funchal, ao passo que o filho Rolf residia na Alemanha. Em 26 de abril de 1984, a Região Autónoma da Madeira homenageou os filhos Rolf e Valeska Römer, ano em que Rolf doou à Madeira o património artístico do pai.